# Barbuda (família)

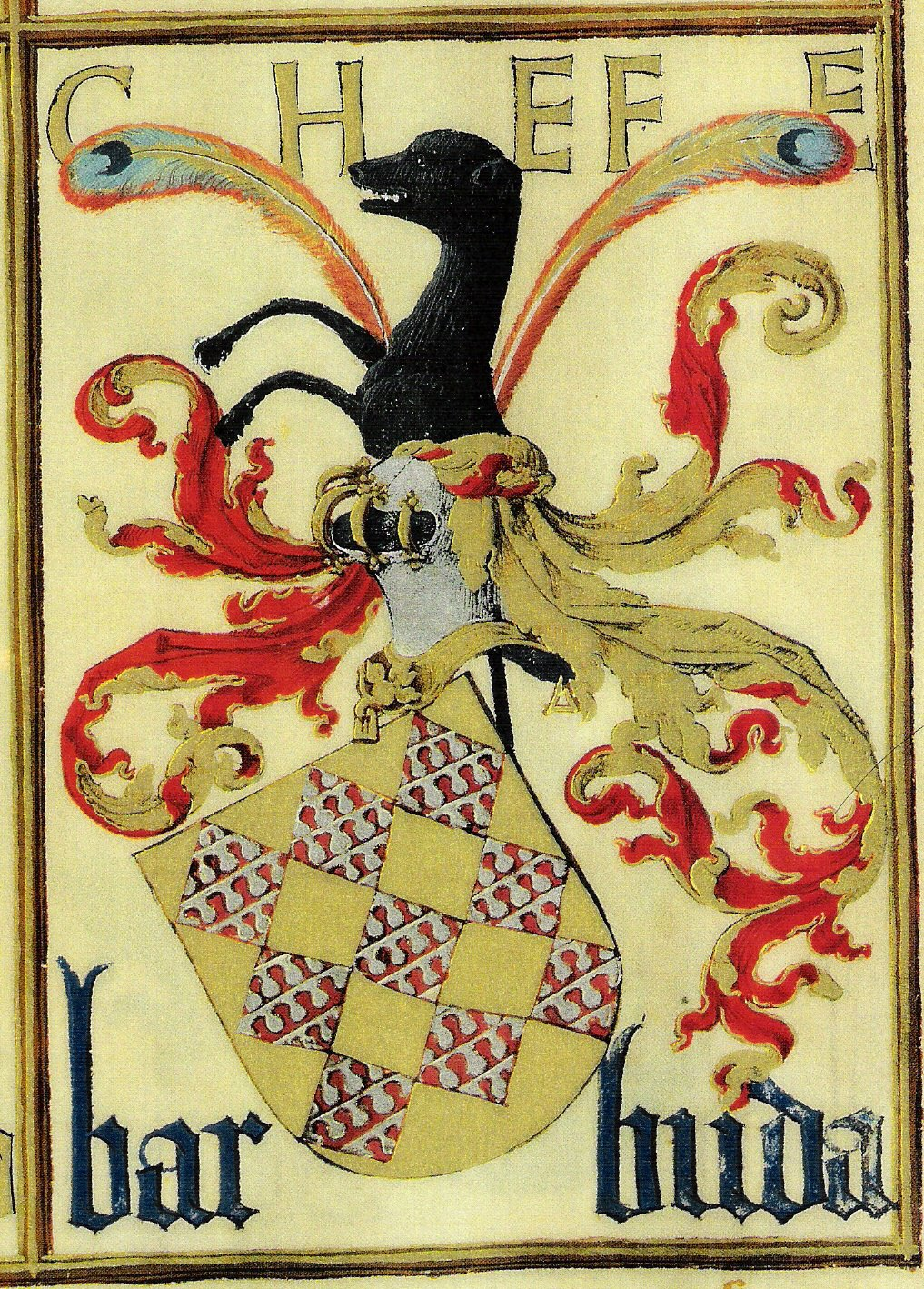
Brasão dos Barbuda, patente no Livro da Nobreza e Perfeiçam das Armas de António Godinho

Os Barbuda provêm de uma linhagem medieval que aparece no século XIII. São descendentes de João Gonçalves de Barbuda, nomeado no “Livro Velho das Linhagens de Portugal”, filho de Gonçalo Pires de Belmir, cavaleiro de boa linhagem e de uma senhora (N…de Barbuda) cujo nome não é referido nas genealogias, herdeira do couto e torre de Barbudo ou de Barvudo, que teria levado por dote, situada no concelho de Vila Verde. João Gonçalves de Barbuda foi casado com Estevainha Pires da Nóbrega, irmã de D. João Pires de Aboim, senhor do castelo de Portel, ambos filhos de Pedro Ourigues da Nóbrega, senhor da terra de Aboim da Nóbrega e de sua mulher Maria Viegas de Riba Douro. Pertence a esta linhagem o famoso cavaleiro Frei D. Martim Anes de Barbuda, mestre da Ordem de Alcântara em Castela e Estevão Vaz de Barbuda, almirante de D. Afonso IV. Armas dos Barbuda Em campo de ouro nove lisonjas de veiros de prata e vermelho em três palas. Timbre, um galgo de preto entre dois penachos de pavão verdes e guarnecidos de ouro.